# 江の浦駅

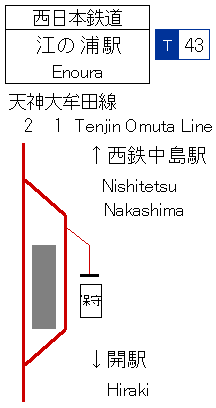
配線図

江の浦駅（えのうらえき）は、福岡県みやま市高田町江浦にある西日本鉄道（西鉄）天神大牟田線の駅である。駅番号はT43。

## 歴史
- 1938年（昭和13年）10月1日：開業。
- 1976年（昭和51年）：駅舎改築。
- 2008年（平成20年）5月18日：ICカードnimoca供用開始。
- 2014年（平成26年）3月22日：駅窓口営業時間を変更（それまでは初電から終電まで駅員が常駐していた）。
- 2017年（平成29年）2月1日：駅ナンバリングを導入[1]。
- 2021年（令和3年）4月1日：駅集中管理システムの導入に伴い、終日無人化[2][3]。

## 駅構造
島式ホーム1面2線と、その東側に保守用車側線1線を持つ地上駅。駅舎の入口には小さな自動販売機コーナーがある。ホーム有効長は6両分ある。
| ホーム | 路線          | 方向 | 行先             |
| ------ | ------------- | ---- | ---------------- |
| 1      | ■天神大牟田線 | 下り | 大牟田方面       |
| 2      | ■天神大牟田線 | 上り | 柳川・久留米方面 |

## 利用状況
2024年度の1日平均乗降人員は285人である。
| 年度               | 1日平均 乗車人員 | 1日平均 乗降人員 |
| ------------------ | ---------------- | ---------------- |
| 2011年（平成23年） |                  | 326              |
| 2012年（平成24年） |                  | 306              |
| 2013年（平成25年） |                  | 332              |
| 2014年（平成26年） |                  | 317              |
| 2015年（平成27年） |                  | 337              |
| 2016年（平成28年） |                  | 337              |
| 2017年（平成29年） |                  | 337              |
| 2018年（平成30年） |                  | 327              |
| 2019年（令和元年） |                  | 328              |
| 2020年（令和02年） |                  | 247              |
| 2021年（令和03年） |                  | 276              |
| 2022年（令和04年） |                  | 275              |
| 2023年（令和05年） |                  | 286              |
| 2024年（令和06年） |                  | 285              |

## 駅周辺
- みやま市立江浦小学校
- 国道208号
- 江浦郵便局
- 有明海沿岸道路高田インターチェンジ

### バス路線
- みやま市コミュニティバス「西鉄江の浦駅」
  - 黒崎開北・西鉄開駅・市役所高田支所・ヨコクラ病院前・JR渡瀬駅・濃施北 方面

## 隣の駅
西日本鉄道
■天神大牟田線
■特急・■急行
通過
■普通
西鉄中島駅（T42） - 江の浦駅（T43） - 開駅（T44）